# Port Alexander
Port Alexander é uma cidade localizada no estado americano de Alasca, no Wrangell-Petersburg Census Area.

## Demografia
Segundo o censo americano de 2000, a sua população era de 81 habitantes.
Em 2006, foi estimada uma população de 76, um decréscimo de 5 (-6.2%).

## Geografia
De acordo com o United States Census Bureau, a localidade tem uma área de 39,0 km², dos quais 9,8 km² cobertos por terra e 29,2 km² cobertos por água.

## Localidades na vizinhança
O diagrama seguinte representa as localidades num raio de 96 km ao redor de Port Alexander.